# Исследования по истории рабства в античном мире
«Исследования по истории рабства в античном мире» (1963—1980) — советская книжная серия издательства «Наука». Серию составляли монографии советских историков-антиковедов по истории рабства в античное время (рабство в Древней Греции и Рабство в Древнем Риме). Издания были предназначены для узкого круга читателей — специалистов-историков. Серия издавалась с 1963 по 1980 год, в общей сложности было выпущено 10 томов.

## Состав серии

### 1963
- 1. Ленцман Я. А. Рабство в микенской и гомеровской Греции. — М.: Изд-во АН СССР, 1963. — 306 с. — 1500 экз.

### 1964
- 2. Ельницкий Л. А. Возникновение и развитие рабства в Риме в VIII—III вв. до н. э. — М.: Наука, 1964. — 288 с. — 1500 экз.
- 3. Штаерман Е. М. Расцвет рабовладельческих отношений в Римской республике. — М.: Наука, 1964. — 264 с. — 1400 экз.

### 1968
- 4. Каллистов Д. П., Нейхардт А. А., Шифман И. Ш., Шишова И. А. Рабство на периферии античного мира [ Сб. ] / Под ред. Д. П. Каллистова. — Л.: Наука, 1968. — 272 с. — 1700 экз.

### 1969
- 5. Блаватская Т. В., Голубцова Е. С., Павловская А. И. Рабство в эллинистических государствах в III—I вв. до н. э. [ Сб. ]. — М.: Наука, 1969. — 322 с. — 1300 экз.
- 6. Зельин К. К., Трофимова М. К. Формы зависимости в Восточном Средиземноморье эллинистического периода. — М.: Наука, 1969. — 244 с. — 1350 экз.

### 1971
- 7. Штаерман Е. М., Трофимова М. К. Рабовладельческие отношения в ранней Римской империи (Италия). — М.: Наука, 1971. — 324 с. — 2600 экз.

### 1977
- 8. Маринович Л. П., Голубцова Е. С., Шифман И. Ш., Павловская А. И. Рабство в восточных провинциях Римской империи в I—III вв. [ Сб. ]. — М.: Наука, 1977. — 215 с. — 4400 экз.
  - Маринович Л. П. Рабство в провинции Ахайе. — С. 7—57.
  - Голубцова Е. С. Формы рабства и зависимости в Малой Азии. — С. 58—107.
  - Шифман И. Ш. Рабство в Сирии и Палестине. — С. 108—128.
  - Павловская А. И. Рабство в римском Египте. — С. 129—209.
- 9. Штаерман Е. М., Смирин В. М., Белова Н. Н., Колосовская Ю. К. Рабство в западных провинциях Римской империи в I—III вв. [ Сб. ]. — М.: Наука, 1977. — 212 с. — 4000 экз.

### 1980
- 10. Доватур А. И. Рабство в Аттике в VI—V вв. до н. э. — Л.: Наука, 1980. — 136 с. — 3550 экз.

## Редакционная коллегия
Доктора исторических наук К. К. Зельин, Я. А. Ленцман, А. И. Павловская, С. Л. Утченко (ответственный редактор), Е. М. Штаерман; кандидат исторических наук В. М. Смирин (учёный секретарь).